# Cycnidolon clarkei
Cycnidolon clarkei là một loài bọ cánh cứng trong họ Cerambycidae.